# Burglar
Burglar é um filme de comédia américo-canadense de 1987, dirigido por Hugh Wilson, distribuído pela Warner Bros. e baseado no romance de 1978 The Burglar in the Closet, escrito por Lawrence Block. O filme é estrelado por Whoopi Goldberg e Bobcat Goldthwait.

## Sinopse
Bernice "Bernie" Rhodenbarr é uma ladra profissional, e também dirige uma livraria. Seu amigo Carl Hefler é um groomer do cães. Depois de um roubo bem sucedido, descobriu-se que um cadáver estava na casa que ela assaltou. Como ela é a única pessoa que pode ser colocada na cena do crime, ela tem que usar suas habilidades criminais para limpar seu nome do assassinato e evitar ser acusada de roubo.

## Elenco
- Whoopi Goldberg  ....Bernice Rhodenbarr
- Bobcat Goldthwait  ....Carl Hefler
- G.W. Bailey ....Ray Kirschman
- Lesley Ann Warren  ....Dr. Cynthia Sheldrake
- James Handy  ....Carson Verrill
- Anne De Salvo  ....Detetive Todras
- John Goodman ....Detetive Nyswander
- Elizabeth Ruscio  ....Frankie
- Vyto Ruginis  ....K.E. Graybow
- Larry Mintz  ....Vincent 'Knobby' DiCarno
- Raye Birk  ....o corredor
- Eric Poppick  ....entregador
- Scott Lincoln ....homem no Cadillac
- Thom Bray ....ladrão na livraria
- Ethan Phillips ....Barman (não creditado)

## Produção
O filme foi adaptado do romance de 1978 The Burglar in the Closet, de Lawrence Block. No livro de Block, Bernie Rhodenbarr é um homem branco. Foi também a primeira produção de live-action e de censura da empresa de animação canadense Nelvana.
Em uma entrevista de 2013 com Kevin Smith, o roteirista Jeph Loeb revelou que o filme foi inicialmente concebido para ser um projeto sério com Bruce Willis, e Whoopi Goldberg fazendo uma participação especial como vizinha do personagem. 
(O filme foi baseado no segundo de uma longa série de romances sobre um ladrão profissional, Bernard "Bernie" Rhodenbar.) Quando Willis desistiu, Goldberg assumiu o papel principal. 

## Recepção
A recepção crítica foi em grande parte negativa. Roger Ebert descreveu o filme como "um exercício imprudente e infeliz na forma errada de empacotar Goldberg. Essa é uma mulher que é original. Quem é talentosa. Quem tem uma relação especial com a comédia cinematográfica. É criminoso colocá-la em danificados pelo cérebro, thrillers linha de montagem".